# Ritala Spur
Il Ritala Spur (in lingua inglese: Sperone Ritala) è uno sperone roccioso per lo più coperto di neve, che si estende in direzione nordest dal fianco orientale della Lexington Table, nel Forrestal Range dei Monti Pensacola, in Antartide. 
Lo sperone è stato mappato dall'United States Geological Survey (USGS) sulla base di rilevazioni e foto aeree scattate dalla U.S. Navy nel periodo 1956-66.
La denominazione è stata assegnata dall'Advisory Committee on Antarctic Names (US-ACAN) nel 1979 in onore di Keith E. Ritala, geofisico dell'United States Antarctic Research Program (USARP), che aveva condotto indagini sulla gravità terrestre presso la Base Amundsen-Scott nell'inverno del 1972.